# Nutricionizam
Nutricionizam ili znanost o prehrani je primijenjena prirodna znanost o hranjenju tijela koja proučava odnos između čovjeka i hrane i implikacije koje proizlaze iz tog odnosa i reflektiraju se na sociološki, psihološki, fiziološki i biokemijski aspekt. Temelji se na osnovnim principima kemije i biokemije, biologije i mikrobiologije, fiziologije i anatomije te genetike. U praksi obuhvaća i principe znanosti poput poljoprivrede, prehrambene tehnologije, biotehnologije, antropologije, medicine, sociologije, psihologije i ekonomije. Istraživanja s područja nutricionizma imaju vodeću ulogu u shvaćanju mnogih procesa vezanih uz prehranu i pojavu bolesti i poremećaja, ali i u shvaćanju uloge prehrane u moduliranju genetskog potencijala pojedinca. Grane nutricionizma su znanost o hrani, dijetoterapija, kemija hrane i biokemija hrane.

## Školovanje nutricionista u Hrvatskoj
Dva su fakulteta u Republici Hrvatskoj koji nude visokoškolsko obrazovanje nutricionista Prehrambeno-biotehnološki fakultet u Zagrebu Sveučilišta u Zagrebu i Prehrambeno-tehnološki fakultet Sveučilišta u Osijeku. Studij se, u skladu s Bolonjskom deklaracijom o visokom školstvu u Europi, sastoji od preddiplomskog studija u trajanju od tri godine (stječe se titula prvostupnika nutricionista) i diplomskog studija koji traje dvije godine (magistar nutricionizma).

## Vanjske poveznice
Mrežna mjesta
- Prehrambeno-biotehnološki fakultet u Zagrebu
- Prehrambeno-tehnološki fakultet u Osijeku
- Hrvatsko društvo prehrambenih tehnologa, biotehnologa i nutricionista
- Hrvatsko društvo nutricionista i dijetetičara
- Nutricionizam Hrvatska tehnička enciklopedija, portal hrvatske tehničke baštine. LZMK